# Cantó de Mugron
El cantó de Mugron és un cantó francès del departament de les Landes, situat al districte de Dacs. Té 13 municipis i el cap és Mugron.

## Municipis
- Vaths (Chalossa)
- Vergüei
- Caupena
- Doasit
- Hauriet
- La Hòssa
- Larbei
- Laureda
- Mailís
- Mugron
- Nerbis
- Sent Aubin
- Toloseta

## Història
| Data d'elecció                           | Identitat             | Partit | Qualitat |
| ---------------------------------------- | --------------------- | ------ | -------- |
| 1976-1994                                | Francis Dangoumau     | PS     |          |
| 1994-1997                                | Henri Emmanuelli      | PS     |          |
| 1998-2001                                | Christian Pontarrasse | PS     |          |
| 2001-                                    | Henri Emmanuelli      | PS     |          |
| les dades anteriors no són pas conegudes |                       |        |          |
|                                          |                       |        |          |

## Demografia
| 1962  | 1968  | 1975  | 1982  | 1990  | 1999  | 2006  |
| ----- | ----- | ----- | ----- | ----- | ----- | ----- |
| 5.927 | 6.275 | 5.801 | 5.602 | 5.390 | 5.398 | 5.620 |